# آب‌انبار صحرائی خرمشاه
آب‌انبار صحرائی خرمشاه یکی از آب‌انبارهای قدیمی شهر یزد است که در اوایل دوره پهلوی ساخته شده‌است. این آب‌انبار جهت تأمین آب آشامیدنی اهالی و کشاورزان محل مورد استفاده قرار می‌گرفته‌است و در مسیر یکی از زیارتگاه‌های زرتشتیان به نام شاهچراغ قرار دارد.

## موقعیت
این بنا در یزد، بلوار باهنر، کوچه ولی عصر، پلاک ۲۸ واقع شده و این اثر در تاریخ ۱۴ اسفند ۱۳۸۵ با شمارهٔ ثبت ۱۷۸۸۷ به‌عنوان یکی از آثار ملی ایران به ثبت رسیده است.

## مشخصات
این بنا شامل پیشانی ورودی و راه پله است که موجب هدایت استفاده کنندگان به محل برداشتن آب می‌شود. سابقاً کتیبه‌ای نیز بر پیشانی ورودی نصب بوده‌است.
در این آب‌انبار، دو مکان مجزا برای بهره‌برداری زرتشتیان و مسلمانان از آب آشامیدنی در نظر شده‌است که به آن پاشیر می‌گویند.
دو بادگیر چهار طرفه و بلند در اطراف این آب‌انبار وجود دارند که وظیفه هدایت هوا را به مخزن آب بر عهده دارند که این خود موجب خنک نگه داشته شدن آب می‌شود. مخزن آن به صورت مدور طراحی شده و با استفاده از ملات ساروج ساخته شده‌است. اتاق‌هایی برای استراحت و عبادت نیر داخل این آب‌انبار ساخته شده‌اند که داخل آن‌ها گچ اندود شده‌است.
مساحت این بنا، ۳۴۰ متر مربع است. طول آن ۲۰ متر، عرض آن ۱۷ متر و ارتفاع ۶ متر می‌باشد.
این بنا از آجر ساخته شده‌است و در ساخت آن ملات‌هایی چون گل، گج و ساروج به کار گرفته شده‌اند.